# Jenkovce
Jenkovce jsou malá obec v okrese Sobrance. Leží ve východní části Východoslovenské nížiny.

## Dějiny
Poprvé se ves připomíná v roce 1288. Od středověku patřila více pánům, Jenkeyovcům, Leszteméryovcům, Nagymihályiovcům, později v 18. století Horváthovcům, Mokcsayovcům a v 19. století Ibrányiovcům. V roce 1715 žilo v obci 7 poddanských domácností, podle soupisu z roku 1828 zde bylo 83 domů a 725 obyvatel, v roce 1869 měla 788 a v roce 1910 724 obyvatel. Obyvatelé se v minulosti zabývali především zemědělstvím, povoznictvím a domácím řemeslem, tkalcovstvím. Do roku 1918 obec administrativně patřila do Užské stolice. V letech 1938-45 byla připojena k Maďarsku.

## Symboly obce
V dostupných pramenech na Slovensku ani v zahraničí se nepodařilo najít obecní pečeť s originálním znamením. V Altenburgerově sbírce pečetí v Uherském zemském archivu v Budapešti se taková pečeť nenachází a stejně neúspěšný byl i výzkum v archivu Slovenského ústavu kartografie a geodézie v Bratislavě. Vzhledem k těmto skutečnostem a nedochování druhotných zpráv, poukazujících na existenci staršího pečetidla s pečetním obrazem, se přistoupilo k tvorbě zcela nového znaku. Vycházelo se při tom z tradičního zaměstnání obyvatelstva v minulosti, kterým bylo zemědělství, na což poukazuje i dodnes stojící funkční mlýn ze začátku 19. století, který nové pečetní znamení alespoň symbolicky znázorňuje.
Obecní znak tvoří: V zeleném poli štítu stříbrný bílý mlýn se zlatým (žlutým) kolem a střechami, pod ním dva zkřížené zlaté (žluté) svazky obilních klasů. Pozdněgotický štít byl zvolen pro jeho jednoduchost a velkou rozšířenost v městské a obecní heraldice.

## Kultura
Ředitelka zdejší pobočky základní umělecké školy /ZUŠ/ Alžbeta Mišleyová pravidelně každý rok organizuje koncerty žáků ZUŠ. Jedním z nejznámějších absolventů této ZUŠ je A. Kokos, který je posluchačem VŠMU v Bratislavě obor dirigent.
V obci pracuje živnostník Jan Bercik, který se zabývá výrobou historických zbraní.

## Osobnosti
- Doc.František Hradešín PhDr. Csc. - Jazykovědec
- PhDr. Július Béreš Csc. - Archeolog